# Phaenaulax
Phaenaulax is een geslacht van kevers uit de familie van de loopkevers (Carabidae). De wetenschappelijke naam van het geslacht is voor het eerst geldig gepubliceerd in 1898 door Tschitscherine.

## Soorten
Het geslacht Phaenaulax is monotypisch en omvat slechts de volgende soort:
- Phaenaulax nanus (Sloane, 1895)